# Éboulis
Ne doit pas être confondu avec cône de déjection, écroulement, glissement de terrain ou pierrier.

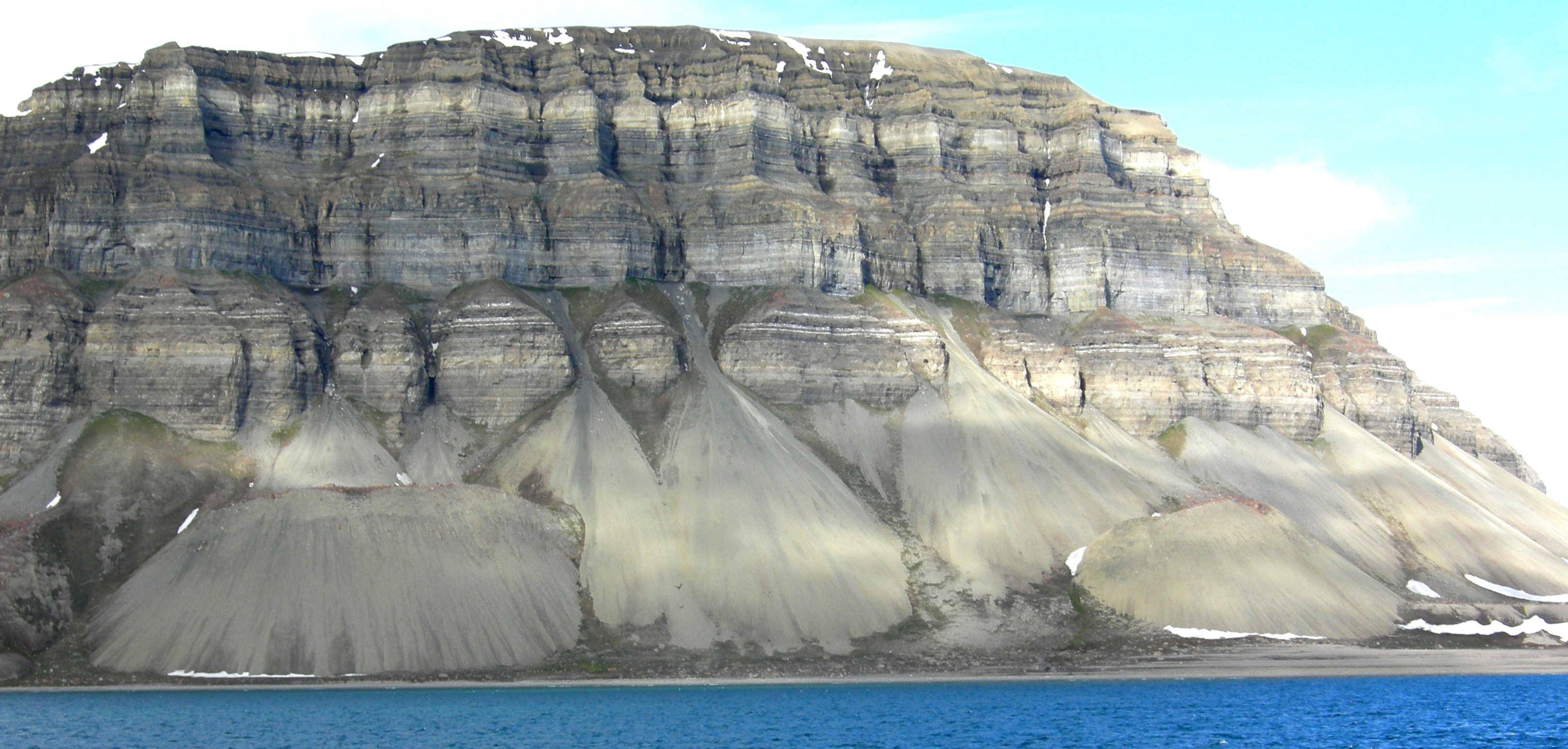
Cônes d'éboulis, alimentés par des couloirs d'éboulis, à la base d'une falaise dans l'Isfjorden, au Svalbard (Norvège).

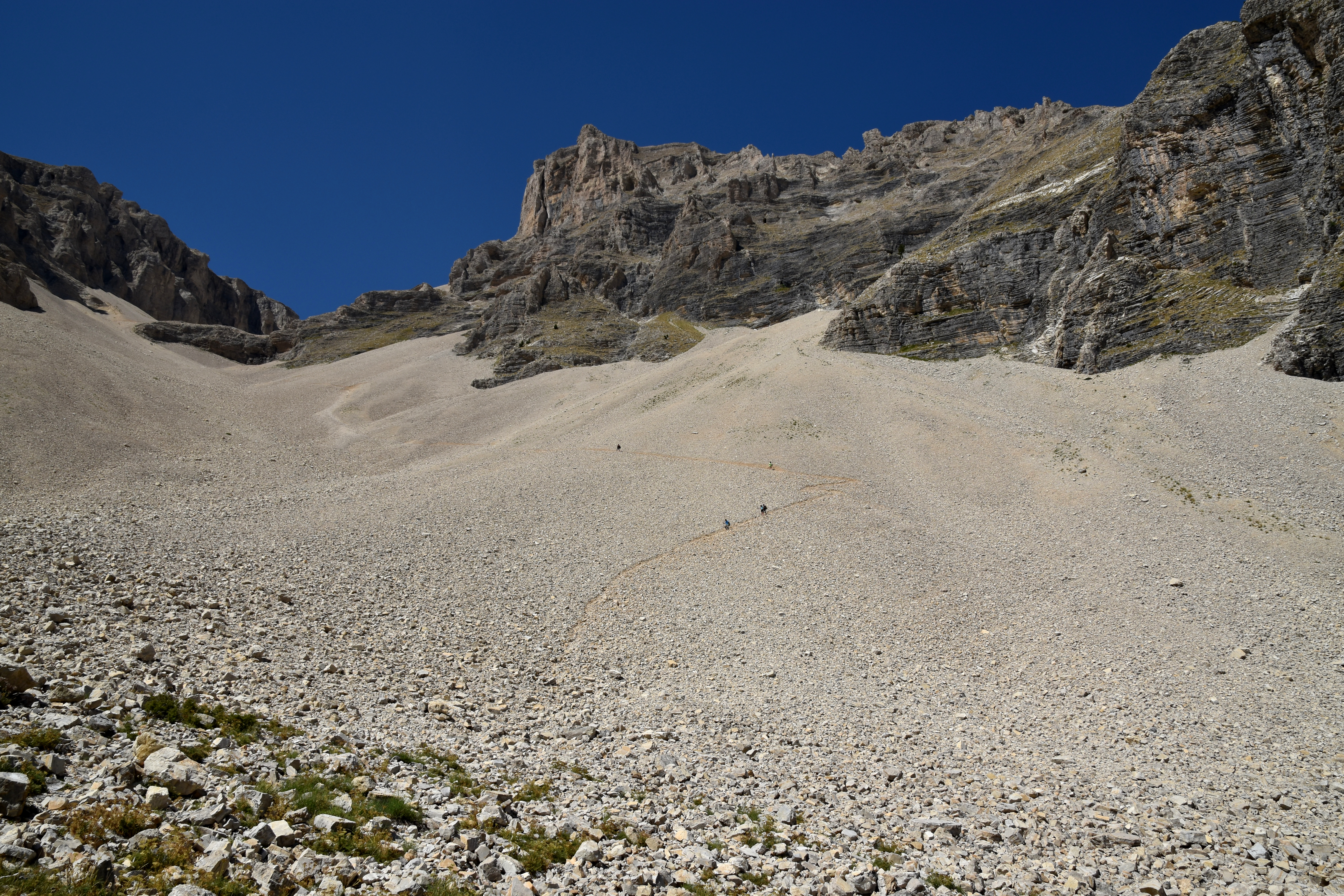
Éboulis formé de roches calcaires de taille relativement homogène dans la combe de Mai de la montagne d'Aurouze (Hautes-Alpes, France).

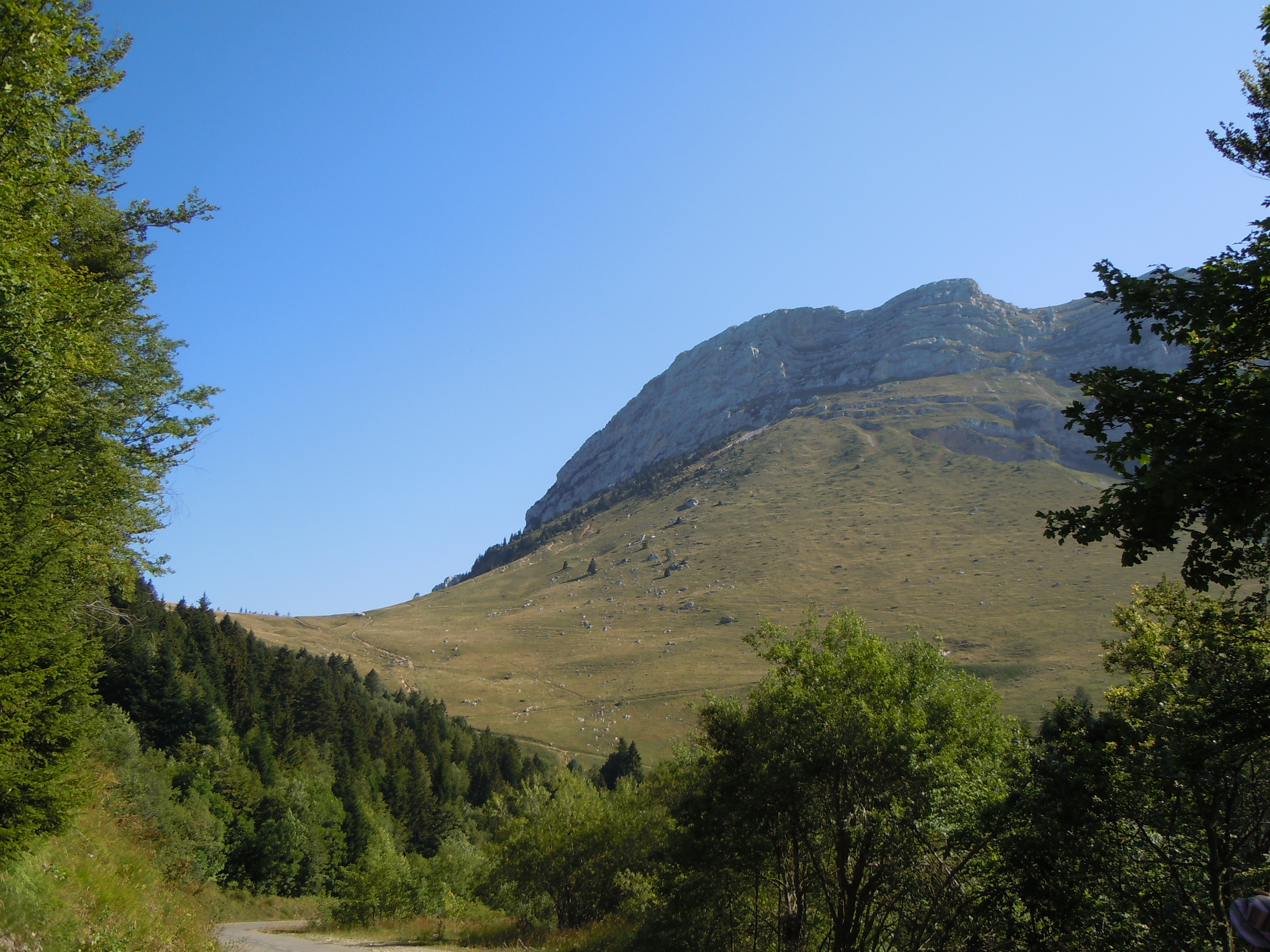
Les pentes herbeuses au pied de la dent de Crolles s'adoucissent et forment un glacis d'éboulis ancien dont les matériaux cimentés en brèches de pentes (appelés aussi brèches d'éboulis), sont lités parallèlement à la surface topographique du versant.

Un éboulis (de l'ancien français esboeler, « éventrer, retirer les boyaux », issu du latin botellus, « boyau »), parfois appelé pierrier, résulte de la chute de fragments rocheux déplacés pierre par pierre par gravité et dont l'accumulation se fait à la base de pentes rocheuses montagneuses, typiquement des falaises, dont ils se sont détachés. Liés à différents facteurs comme l'érosion ou les conditions météorologiques, ces dépôts tapissent ainsi souvent le pied des versants ou des abrupts rocheux.
Une éboulisation (chute de pierres) est la formation d'un éboulis.
Les géomorphologues distinguent les processus selon le volume détaché : l'éboulisation est un détachement de quelques blocs (volume inférieur à 1 m3), l'éboulement comprend un volume entre 1 et 100 m3 et l'écroulement implique des volumes supérieurs à 100 m3.

## Terminologie
L'absence d'un vocabulaire univoque et normalisé soulève d'épineux problèmes de terminologie. Certains géographes débattent sur les différences entre éboulisation et éboulement. D'autres considèrent que les pierriers sont des éboulis ne subissant pas de remaniement important. D'autres encore demandent d'exclure de la définition des éboulis les pierriers et les champs de blocs qui « généralement se localisent sur les pentes faibles » après « un faible déplacement ».

### Talus et couloir d'éboulis

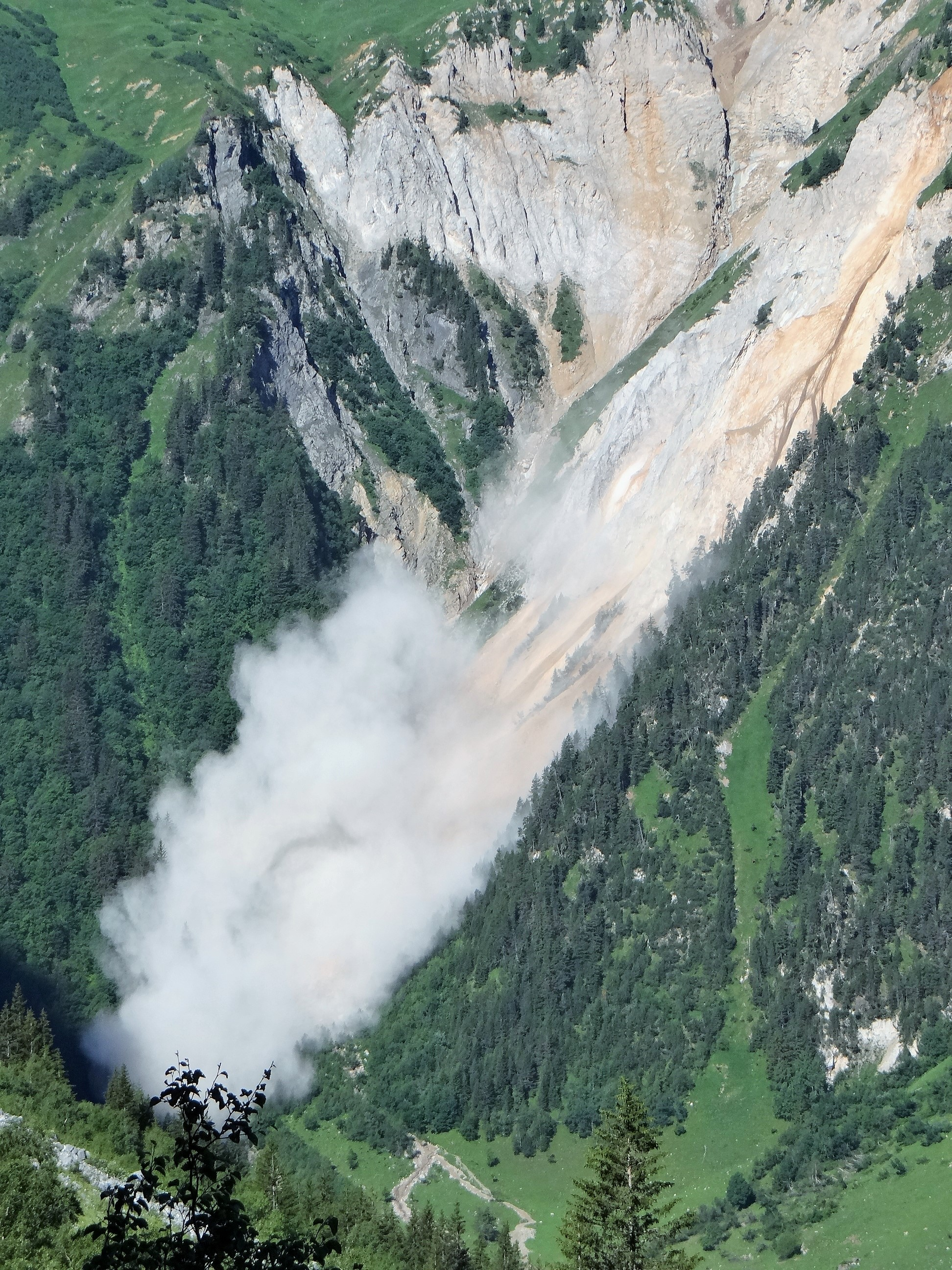
Avalanche dans un couloir d'éboulis près du Petit Mont Blanc, massif de la Vanoise.

Les dépôts rocheux se dispersent sur un talus d'éboulis formant une pente de gravité assez régulière, qui dépend principalement de la taille des matériaux, de leur densité, leur forme et leur gélivité. Lorsque l'alimentation produit des dépôts peu hétérométriques, la pente d'équilibre (en) va de 28° pour les schistes argileux, à 32 ° pour les calcaires massifs, 36° pour les granites, 38° pour la craie. L'éboulis vif est actuel et actif, l'éboulis mort est ancien et fixé. Lorsque le talus est affecté par la neige et/ou le ruissellement, le dépôt de pente, plus ou moins lité, est appelé grèze. Lorsqu'un climat périglaciaire fait jouer la solifluxion, il se développe un head.
Les dépôts peuvent aussi garnir un replat ou suivre un couloir d'éboulis. Selon leur pente et configuration, ces couloirs d'éboulisation peuvent rester chargés d'éléments en équilibre précaire pouvant s'écouler brutalement à la manière d'une avalanche.

### Cône et tablier d'éboulis
Les alternances de gel et de dégel (cryoclastie) qui font éclater les roches friables, schistosées ou diaclasées sont un important facteur de désagrégation et à l'origine des cônes et talus d'éboulis fins et bien calibrés (le calibre étant donné par la maille du système de diaclases ou du clivage schisteux), éboulis que l'on appelle des « casses » dans les Alpes et des chirats sur la bordure orientale du Massif central.
Le cône d'éboulis se forme à l'aplomb d'un couloir d'éboulis où la roche, davantage fissurée, est plus sensible à la fragmentation mécanique. S'ils sont contigus, les cônes s'étalent en nappe, formant un tablier d'éboulis (ou nappe d'éboulis). Les cônes d'éboulis coalescents sont un cas intermédiaire, ce qui rend la distinction parfois difficile entre ces deux formes principales.

## Cas particuliers
Les plus gros éléments s'écroulent plus loin que les petits (granoclassement inverse). Une grande partie des blocs et fragments accumulés au pied des éboulis est reprise par les cours d'eau, les glaciers ou les mers, formant ainsi la principale source des galets charriés par les torrents et des moraines transportées par les glaciers.
Des éboulis en canyon peuvent abriter de grands espaces vides constituant de véritables cavités naturelles pseudokarstiques. Ils peuvent également former des embâcles naturels derrière lesquels se créent des retenues d'eau.

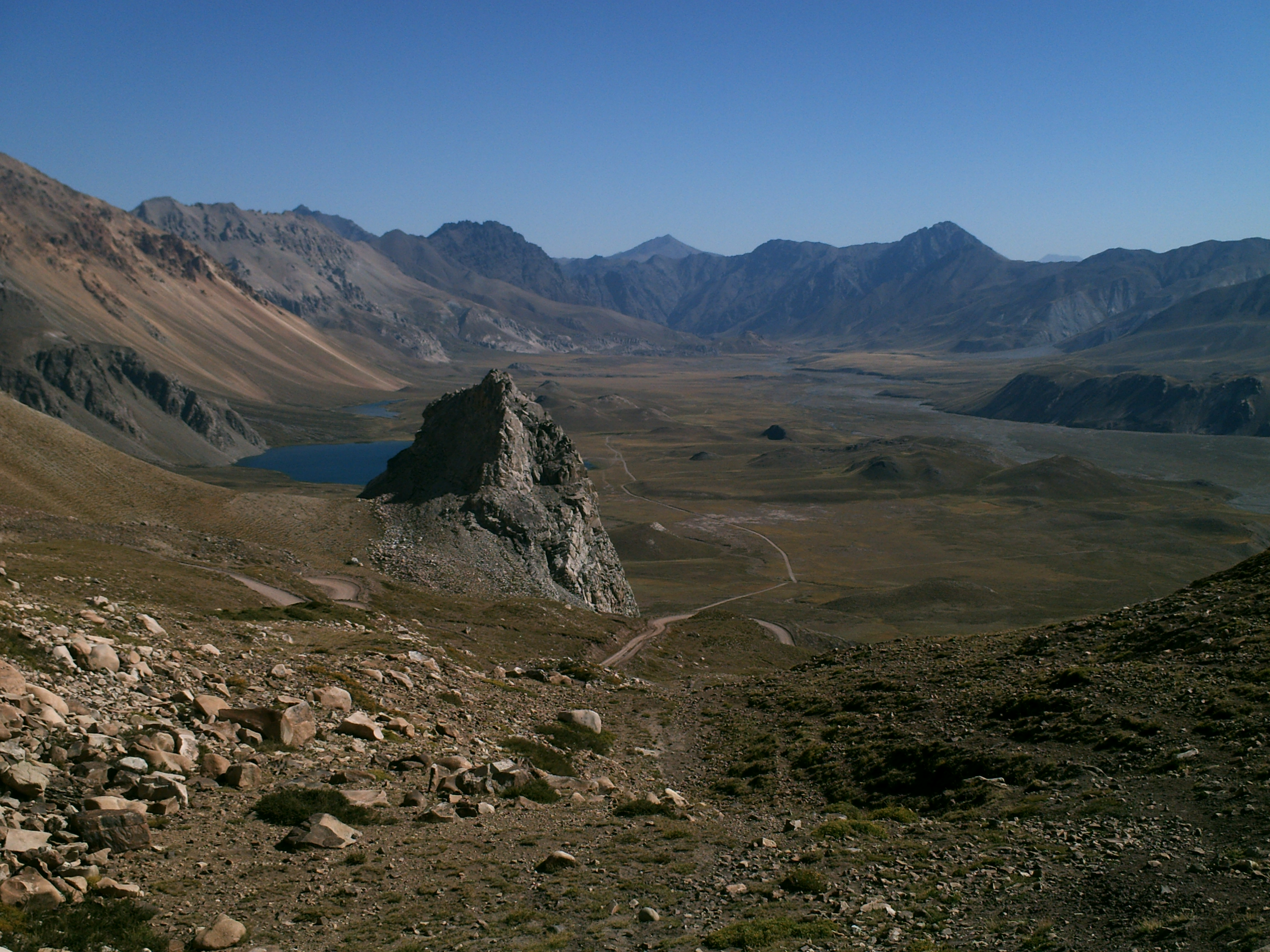
Voile d'éboulis (Valle Hermoso dans la cordillère des Andes).
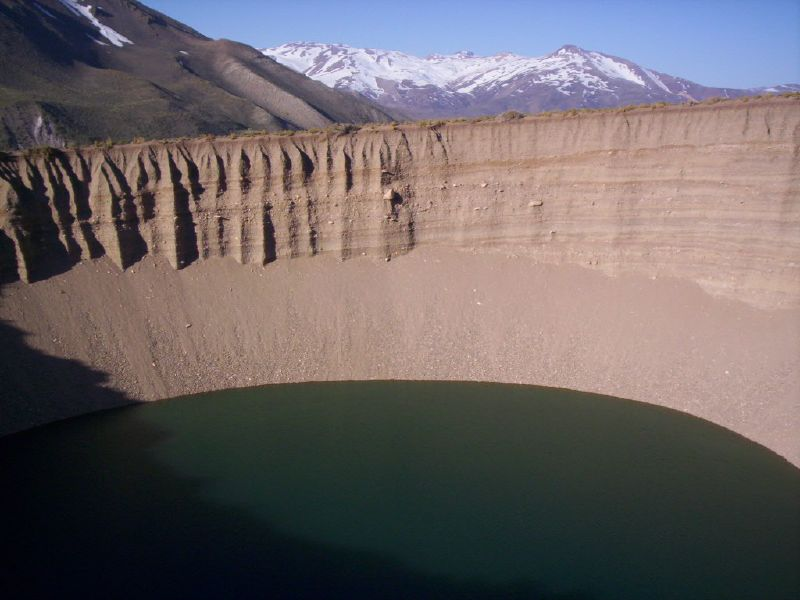
Tablier d'éboulis autour d'une doline d'effondrement (Pozo de las Animas (es)).